# Saint-Jean-du-Bruel
Saint-Jean-du-Bruel ist eine französische Gemeinde mit 665 Einwohnern (Stand 1. Januar 2022) im Département Aveyron in der Region Okzitanien. Sie gehört zum Arrondissement Millau und zum Kanton Millau-2.

## Geographie
Der Ort liegt im Tal des Flusses Dourbie im südlichen Zentralmassiv im Bereich der Hochebene der Causse du Larzac zwischen Millau im Nordwesten und Montpellier im Südosten. Das Gemeindegebiet gehört zum Regionalen Naturpark Grands Causses.

## Bevölkerungsentwicklung
| Jahr                       | 1962 | 1968 | 1975 | 1982 | 1990 | 1999 | 2007 | 2016 |
| Einwohner                  | 916  | 833  | 827  | 843  | 820  | 642  | 690  | 686  |
| Quellen: Cassini und INSEE |      |      |      |      |      |      |      |      |